# Кам'яний льодовик (Якубиця)
Кам'яний льодовик (мак. Камен Ледник) — кам'яний льодовик на горі Якубиця в центральній частині Республіки Македонія. Загальна площа льодовика становить 0,25 км², що робить його одним із найбільших на Балканах. У результаті замерзання і процесів танення льоду в зруйнованих мармурово-доломітових породах, окремі частинки і блоки рухаються в напрямку ділянки вище 500 м і поступово спускаються через сім каменів, утворюючи чотири оповзні в ділянці вище джерельної зони річки Бабуна.